# 레이즈

로고

레이즈(Lay's)는 미국 펩시코 계열의 과자 제조회사인 프리토레이가 만든 감자칩이다. 대한민국에 유통되는 레이즈는 중국에서 제조하고, 롯데제과가 수입 및 판매한다. 50g, 100g, 200g 3종류가 있다.